# Projekcja (chemia)
Projekcja (łac. proicere 'wyrzucać', 'rzucać') - rodzaj graficznej prezentacji przestrzennej cząsteczki na płaszczyźnie. Swoisty rzut na płaszczyznę z zachowaniem pewnych zasad charakterystycznych dla danej projekcji.
W chemii wyróżnia się projekcje:
- projekcja Newmana - dla konformerów
- projekcja Fischera - dla cukrów (łańcuchy i pierścienie)
- projekcja Hawortha - jw. (bardziej przypomina prawidłowy kształt cz.)
- projekcja Natta - gł. dla polimerów
- projekcja stereochemiczna - jest uniwersalna